# Arcola (Włochy)
Arcola – miejscowość i gmina we Włoszech, w regionie Liguria, w prowincji La Spezia.
Według danych na rok 2004 gminę zamieszkiwało 9875 osób, 617,2 os./km².